# هلالی (مشهد)
هلالی روستایی در دهستان کنویست بخش مرکزی شهرستان مشهد استان خراسان رضوی ایران است. بر پایه سرشماری عمومی نفوس و مسکن در سال ۱۳۹۰ جمعیت این روستا ۲۸۵ نفر (در ۷۱ خانوار) بوده‌است.